# Zamek Spøttrup
Zamek Spøttrup (duń. Spøttrup Borg) – dobrze zachowany średniowieczny zamek obronny położony 17 km na północny zachód od Skive w Jutlandii w Danii.

## Historia
Pierwsze wzmianki o zamku pochodzą z 1404 r., kiedy rycerz Johan Skarpenber przekazał zamek wraz z farmą i jeziorem diecezji Viborg. Stał się własnością Korony w 1536 roku i pozostawał w jej rękach do 1579 r., kiedy Fryderyk II przekazał go Henrykowi Belowowi, szlachcicowi dworu duńskiego. Po przejęciu zamku przez Belowa został przekształcony w okazały posiadłość w stylu renesansowym z wieżami i salą balową. 
Wraz z reformacją zamek stracił znaczenie jako fort. W 1702 r. Axel Rosenkrantz nabył podupadły majątek i przystąpił do jego renowacji. Po jego śmierci w 1724 r. władzę przejął jego syn Mogens Rosenkrantz. W 1784 roku Peder Nissen, bogaty rolnik z Ribe kupił zamek, pozostawiając go swojemu 17-letniemu synowi Nisowi Nissenowi, który zmarł cztery lata później. Po śmierci Nisa w 1849 r. majątek przechodził w ręce kolejnych właścicieli, z których żaden nie był w stanie przeprowadzić koniecznych napraw. Ostatecznie po pożarze w 1937 roku państwo zdecydowało o przejęciu zamku i posiadłości. Prace konserwatorskie zakończono w 1941 r., przywróciły one Spøttrup wygląd średniowiecznego zamku. 15 czerwca 1941 roku zamek został otwarty dla zwiedzających.  

## Opis
Najstarszą częścią budynku jest skrzydło południowe, wzniesione ok. 1520 r. Skrzydła wschodnie i północne powstały w latach 1525-1530. Zachodni kraniec skrzydła północnego został zniszczony przez nadchodzącą falę pływową w 1534 roku. Duże łukowate okna były zamurowane, pozostawiając tylko wąskie szczeliny obserwacyjne. Najstarszą częścią budynku jest piwnica ze sklepieniami krzyżowymi wspartymi na filarach. Mury obronne i podwójna fosa służyły do obrony zamku przed ostrzałem armatnim.